# Oenothera multicaulis
Oenothera multicaulis är en dunörtsväxtart som beskrevs av Hipólito Ruiz López och Pav.. Oenothera multicaulis ingår i släktet nattljussläktet, och familjen dunörtsväxter. Inga underarter finns listade i Catalogue of Life.